# پوکو لئوک
پوکو لئوک (به لاتین: Poco Leok) یک کوه و آتشفشان در اندونزی است که در فلورس (جزیره) واقع شده‌است. پوکو لئوک ۱٬۶۷۵ متر بالاتر از سطح دریا واقع شده‌است.